# Petrostroma
Petrostroma is een geslacht van sponsdieren uit de klasse van de Calcarea (kalksponzen).

## Soort
- Petrostroma schulzei Döderlein, 1892